# Peter Finger (Politiker)
Peter Finger (* 18. Dezember 1941 in Kiel) ist ein ehemaliger deutscher Politiker der Alternativen Liste (AL) in Berlin.

## Leben
Der gelernte Bankkaufmann und damalige Politologiestudent an der Freien Universität Berlin Peter Finger wurde 1979 für die Alternative Liste (AL) in die Bezirksverordnetenversammlung im Bezirk Wilmersdorf gewählt. Anfang 1981 initiierte er zusammen mit Walther Grunwald (Wählergemeinschaft Unabhängiger Bürger) ein Volksbegehren zur Auflösung des Berliner Parlaments.
Bei der vorgezogenen Wahl am 10. Mai 1981 wurde Peter Finger für die Alternative Liste in das Berliner Abgeordnetenhaus gewählt und war erster Fraktionsvorsitzender der AL. Nach zwei Jahren wurde er durch Rotation von Bernd Köppl abgelöst. Anschließend war er Mitarbeiter von zwei Berliner Bundestagsabgeordneten der AL. 1988 gehörte er zu den Gründern der Antirassistischen Initiative. 1989 war er gegen die Koalition mit der SPD, da in seinem Politikbereich (Migrationspolitik) die Ziele der AL nicht verwirklicht wurden. Aufgrund der Wahlen im Dezember 1990 wurde Peter Finger arbeitslos, da die Westgrünen nicht mehr in den Bundestag gewählt wurden. Wegen innerer Spannungen im Bereich der AL „Migrationspolitik“ zog er sich aus der Alternative Liste zurück. Später war er geschäftsführendes Mitglied und langjähriges Vorstandsmitglied des Netzwerk Selbsthilfe e.V.